# Coupe de Tunisie féminine de volley-ball
 (janvier 2018).
Si vous disposez d'ouvrages ou d'articles de référence ou si vous connaissez des sites web de qualité traitant du thème abordé ici, merci de compléter l'article en donnant les références utiles à sa vérifiabilité et en les liant à la section « Notes et références ».
La coupe de Tunisie féminine de volley-ball est la principale compétition de volley-ball féminin en Tunisie.
Cette compétition est très disputée entre les équipes élites du volley-ball national.
À ce jour, c'est l'équipe d'Al Hilal qui détient le record de coupes remportées (14), suivie par le Club sportif sfaxien (10) et le Club africain (9).

## Palmarès
- 1959 : Club africain
- 1960 : ?
- 1961 : Alliance sportive
- 1962 : Alliance sportive
- 1963 : Alliance sportive
- 1964 : Club sportif des cheminots
- 1965 : Club sportif des cheminots
- 1966 : Al Hilal sports
- 1967 : Al Hilal sports
- 1968 : Al Hilal sports
- 1969 : Espérance sportive de Tunis
- 1970 : Jeunesse sportive d'El Omrane
- 1971 : Jeunesse sportive d'El Omrane
- 1972 : Jeunesse sportive d'El Omrane
- 1973 : Jeunesse sportive d'El Omrane
- 1974 : Avenir sportif de La Marsa
- 1975 : Espérance sportive de Tunis
- 1976 : Avenir sportif de La Marsa
- 1977 : Avenir sportif de La Marsa
- 1978 : Avenir sportif de La Marsa
- 1979 : Avenir sportif de La Marsa
- 1980 : Avenir sportif de La Marsa
- 1981 : Avenir sportif de La Marsa
- 1982 : Avenir sportif de La Marsa
- 1983 : Club africain
- 1984 : Club africain
- 1985 : Club africain
- 1986 : Al Hilal sports
- 1987 : Club africain
- 1988 : Club africain
- 1989 : Club africain
- 1990 : Club africain
- 1991 : Club africain
- 1992 : Al Hilal sports
- 1993 : Al Hilal sports
- 1994 : Al Hilal sports
- 1995 : Al Hilal sports
- 1996 : Al Hilal sports
- 1997 : Tunis Université Club
- 1998 : Al Hilal sports
- 1999 : Al Hilal sports
- 2000 : Club sportif sfaxien
- 2001 : Al Hilal sports
- 2002 : Al Hilal sports
- 2003 : Club olympique de Kélibia
- 2004 : Club olympique de Kélibia
- 2005 : Club sportif sfaxien
- 2006 : Club olympique de Kélibia
- 2007 : Al Hilal sports
- 2008 : Club sportif sfaxien
- 2009 : Club sportif sfaxien
- 2010 : Union sportive de Carthage
- 2011 : Union sportive de Carthage
- 2012 : Club sportif sfaxien
- 2013 : Club sportif sfaxien
- 2014 : Club sportif sfaxien
- 2015 : Club féminin de Carthage
- 2016 : Club féminin de Carthage
- 2017 : Club féminin de Carthage
- 2018 : Club sportif sfaxien
- 2019 : Club sportif sfaxien
- 2020 : Club féminin de Carthage
- 2021 : Club féminin de Carthage
- 2022 : Club féminin de Carthage
- 2023 : Club féminin de Carthage[1]
- 2024 : Club sportif sfaxien
- 2025 : Club féminin de Carthage

## Bilan par club
| Club                          | Titres |
| ----------------------------- | ------ |
| Al Hilal                      | 14     |
| Club sportif sfaxien          | 10     |
| Club africain                 | 9      |
| Avenir sportif de La Marsa    | 8      |
| Club féminin de Carthage      | 8      |
| Jeunesse sportive d'El Omrane | 4      |
| Club olympique de Kélibia     | 3      |
| Alliance sportive             | 3      |
| Union sportive de Carthage    | 2      |
| Espérance sportive de Tunis   | 2      |
| Club sportif des cheminots    | 2      |
| Tunis Université Club         | 1      |